# Chiesa di Santa Chiara (Volterra)
La chiesa di Santa Chiara si trova a Volterra, in provincia di Pisa, diocesi di Volterra.

## Storia e descrizione
Fu realizzata da Giulio Parigi nel 1602 con un'elegante loggia nel luogo dove anticamente sorgeva il monastero di San Giovanni Evangelista in Orticasso.
In questa chiesa si trova un ciborio in alabastro realizzato da Raffaello Curradi nel 1630 per la chiesa dei cappuccini: si tratta di uno dei migliori esemplari della grande produzione di cibori in alabastro che si ebbe a Volterra tra il Cinque e il Seicento e che oggi risultano essere per lo più dispersi.
Accanto alla chiesa, nel soppresso convento delle monache clarisse, ha sede una casa di riposo.